# Ferrocarriles de la Generalidad Valenciana
Ferrocarrils de la Generalitat Valenciana ocasionalmente Ferrocarriles de la Generalidad Valenciana , abreviadamente FGV, es una empresa pública dependiente de la Consejería de Política Territorial, Obras Públicas y Movilidad de la Generalidad Valenciana que gestiona y administra las líneas férreas de ancho métrico que se extienden por la Comunidad Valenciana. Estas líneas estaban anteriormente gestionadas por Ferrocarriles Españoles de Vía Estrecha (FEVE), excepto la línea Valencia-Riba-Roja, que era propiedad de RENFE. Esta última tenía ancho ibérico y tuvo que ser modificada para integrarla con el resto de la red como línea 9 de Metrovalencia.
La red tiene una longitud total de 290,84 kilómetros de vías férreas (metro, tranvía y tren ligero) con 219 estaciones. En el área metropolitana de Valencia se organiza, bajo la marca de Metrovalencia, en 10 líneas y 146 estaciones; mientras que en la provincia de Alicante, bajo la marca TRAM Metropolitano de Alicante, en 6 líneas y 73 estaciones.
En 2019 se realizaron un total de 81.533.731 viajes, reduciéndose a 44.034.106 en 2020 debido a la pandemia de la COVID-19.
Los ingresos provienen entre un 30 y un 50 % de la venta de billetes (unos 60 millones de euros), mientras que el resto está cubierto por los Presupuestos de la Generalidad Valenciana. En total la empresa cuesta unos 180 millones de euros anuales y está subvencionada en dos tercios.

## Red

### Metrovalencia
Es la marca bajo la que FGV opera la red de metro y tranvía en el área metropolitana de Valencia. Desde 2017 está adherida a la Autoridad de Transporte Metropolitano de Valencia, que es una entidad pública encargada de coordinar y planificar el transporte público en esta zona.

#### Líneas

Esquema de las líneas de Metrovalencia desde mayo de 2022.

Esquema de las líneas del TRAM.

| Línea | Cabeceras | Cabeceras | Tipo | Estaciones | Longitud (km) | Viajeros (2023) |
| --- | --- | --- | --- | ---------- | ------------- | --------------- |
| Línea 1 | Bétera | Castelló | Metro Cercanías | 40         | 72,145        | 12.373.435      |
| Línea 2 | Llíria | Torrent Avinguda | Metro Cercanías | 33         | 39,445        | 11.723.597      |
| Línea 3 | Rafelbunyol | Aeroport | Metro suburbano | 27         | 24,691        | 17.270.009      |
| Línea 4 | Mas del Rosari Lloma Llarga Terramelar                                                                                                   | Doctor Lluch | Tranvía Tren Ligero | 33         | 16,999        | 7.580.547       |
| Línea 5 | Marítim | Aeroport | Metro | 18         | 13,293        | 14.169.446      |
| Línea 6 | Tossal del Rei | Marítim | Tranvía | 21         | 10,067        | 3.450.509       |
| Línea 7 | Marítim | Torrent Avinguda | Metro | 16         | 15,497        | 10.830.949      |
| Línea 8 | Neptú | Marítim | Tranvía | 4          | 1,230         | 420.620         |
| Línea 9 | Alboraia Peris Aragó | Riba-roja de Túria | Metro Cercanías | 23         | 24,859        | 10.228.402      |
| Línea 10 | Alacant | Natzaret (Grau La Marina) | Metro ligero | 8 (11)     | 5,320 (7,610) | 2.445.002       |
| TOTAL (10 líneas de metro y tranvía) Debido a que todas las líneas comparten trazado, la suma se hace en valores totales de toda la red. | TOTAL (10 líneas de metro y tranvía) Debido a que todas las líneas comparten trazado, la suma se hace en valores totales de toda la red. | TOTAL (10 líneas de metro y tranvía) Debido a que todas las líneas comparten trazado, la suma se hace en valores totales de toda la red. | TOTAL (10 líneas de metro y tranvía) Debido a que todas las líneas comparten trazado, la suma se hace en valores totales de toda la red. | 146        | 161,708 km    | 90.492.516      |

#### Viajeros
| Año  | Viajeros    |
| ---- | ----------- |
| 2023 | 90.492.516. |
| 2022 | 63.361.626  |
| 2021 | 42.819.679  |
| 2020 | 36.984.259  |
| 2019 | 69.442.539  |
| 2018 | 67.269.102  |
| 2017 | 63.843.233  |
| 2016 | 62.631.756  |
| 2015 | 60.686.598  |
| 2014 | 60.279.360  |

### TRAM Metropolitano de Alicante

#### Líneas
| Línea | Cabeceras | Cabeceras | Tipo | Estaciones | Longitud (km) | Andén (m) | Viajeros (2023) |
| --- | --- | --- | --- | ---------- | ------------- | --------- | --------------- |
| 1 | Luceros | Benidorm | Tren Tranvía | 20         | 43,21         | 80        | 3.756.759       |
| 2 | Luceros | San Vicente del Raspeig | Tranvía | 14         | 8,92          | 65        | 7.166.920       |
| 3 | Luceros | Campello | Tranvía Subrubano | 17         | 14,09         | 80        | 3.009.304       |
| 4 | Luceros | Plaza de La Coruña | Tranvía | 18         | 10,03         | 65        | 2.200.070       |
| 5 | Puerta del Mar | Plaza de La Coruña | Tranvía | 17         | 8,7           | 65        | 1.089.005       |
| 9 | Benidorm | Denia | Tren de Cercanías | 18         | 50,83         | 80        | 1.045.745       |
| TOTAL (6 líneas operativas de tranvía y tren ligero) Debido a que algunas líneas comparten trazado, la suma se hace en valores totales de toda la red. | TOTAL (6 líneas operativas de tranvía y tren ligero) Debido a que algunas líneas comparten trazado, la suma se hace en valores totales de toda la red. | TOTAL (6 líneas operativas de tranvía y tren ligero) Debido a que algunas líneas comparten trazado, la suma se hace en valores totales de toda la red. | TOTAL (6 líneas operativas de tranvía y tren ligero) Debido a que algunas líneas comparten trazado, la suma se hace en valores totales de toda la red. | 71         | 129,15 km     | -         | 18.267.803      |

#### Ampliaciones y proyectos
En L1 Luceros - Benidorm :
El 31 de julio de 2018 se amplió la línea L1 a lo largo de 1,4 kilómetros, hasta la nueva parada Benidorm-Intermodal, para prestar servicio a la estación de autobuses y se cerró el apeadero de Disco Benidorm.
 En L9 Benidorm - Denia :
Se han llevado a cabo las obras de renovación y modernización de la línea, que permitirán la circulación de trenes duales y de piso bajo así como la integración tranviaria en Denia, el presupuesto total de la actuación supera los 100 millones de Euros. Dichas obras finalizaron el 16 de enero de  2023. 
 Nuevos trenes duales 
El 17 de julio de 2017, FGV adjudicó a Stadler por 43 millones de Euros la construcción de 6 nuevos trenes para la línea 9, dichos trenes son de propulsión dual (diésel y eléctrica) cuentan con piso bajo y una velocidad máxima de 100km/h. Han entrado en servicio durante el verano de 2020 en las líneas 1 y 3.
 Estación Intermodal 
Se ha anunciado la prolongación del túnel por el que circulan las líneas 1, 2, 3 y 4 desde la estación de Luceros hasta la estación de Renfe. Dicho túnel y el cajón de la estación se encuentran construidos desde 2010, habiéndose proyectado la terminación de las obras para unir la estación del Tram con la de Renfe durante el periodo 2021-2023.

#### Viajeros
| Año  | Viajeros   |
| ---- | ---------- |
| 2023 | 18.267.803 |
| 2022 | 13.330.253 |
| 2021 | 9.073.905  |
| 2020 | 7.049.847  |
| 2019 | 12.091.192 |
| 2018 | 11.054.418 |
| 2017 | 10.505.637 |
| 2016 | 10.432.487 |
| 2015 | 10.288.512 |
| 2014 | 10.150.694 |
| 2013 | 7.334.633  |
| 2012 | 6.085.403  |
| 2011 | 6.132.716  |
| 2010 | 5.240.971  |
| 2009 | 4.696.779  |
| 2008 | 3.960.074  |
| 2007 | 2.726.882  |
| 2006 | 2.456.444  |
| 2005 | 2.510.122  |
| 2004 | 2.299.000  |
| 2003 | 1.741.048  |

## Material móvil

### Valencia
Desde 1986 hasta hoy FGV ha tenido varias series de tren que han dado servicio en la red. Estos son algunos ejemplos:

#### Serie 3900
| FGV UTE 3900     | FGV UTE 3900 |
| ---------------- | --- |
| Numeración       | 3901 a 3918, todas retiradas del servicio. El 29 de junio de 2021 se anunció la rehabilitación de 10 unidades para ponerlas de nuevo en servicio. Finalmente las unidades han sido afectadas por la Dana y serán desguazadas a excepción de 3 unidades. |
| Fabricante       | GEC-Alsthom |
| Composición      | Motor - Remolque - Motor (antiguamente) Motor - Remolque - Remolque - Motor |
| Longitud         | 60 m |
| Peso             | 122,8 t |
| Tensión          | 1,5 kV |
| Potencia         | 1.312 kW |
| Velocidad máxima | 80 km/h |

#### Serie 4300
| FGV UTE 4300                                                                                       | FGV UTE 4300                                                                     |
| -------------------------------------------------------------------------------------------------- | -------------------------------------------------------------------------------- |
| Numeración                                                                                         | 4301 a 4362                                                                      |
| Unidades en servicio                                                                               | Todas                                                                            |
| Fabricante                                                                                         | Vossloh                                                                          |
| Composición                                                                                        | Motor - Remolque - Remolque - Motor Motor - Remolque - Motriz - Remolque - Motor |
| Longitud                                                                                           | 60,49 m                                                                          |
| Peso                                                                                               | 122,85 t                                                                         |
| Tensión                                                                                            | 1,5 kV                                                                           |
| Potencia                                                                                           | 1.480 kW                                                                         |
| Velocidad máxima                                                                                   | 80 km/h                                                                          |
| Algunas unidades se encuentran fuera de servicio debido a las inundaciones provocadas por la DANA. |                                                                                  |

#### Serie 3800
| Serie 3800       | Serie 3800                                                |
| ---------------- | --------------------------------------------------------- |
| Numeración       | 3801 a 3825                                               |
| Fabricante       | CAF, Siemens y GEC-Alsthom                                |
| Línea            | 4 (No circula entre de Empalme y Lloma Llarga Terramelar) |
| Composición      | Motor - Remolque - Motor                                  |
| Longitud         | 23,78 m                                                   |
| Peso             | 29,7 t                                                    |
| Tensión          | 750 V                                                     |
| Potencia         | 432 kW                                                    |
| Velocidad máxima | 65 km/h                                                   |

#### Serie 4200
| Bombardier 4200                 | Bombardier 4200                                |
| ------------------------------- | ---------------------------------------------- |
| Numeración                      | 4201 a 4244 (compartidas con Alicante)         |
| Líneas                          | 4, 6 y 8                                       |
| Número de unidades en el parque | 22                                             |
| Fabricante                      | Bombardier                                     |
| Composición                     | Motor - Remolque - Remolque - Remolque - Motor |
| Longitud                        | 32,366 m                                       |
| Peso                            | 41 t                                           |
| Tensión                         | 750 V                                          |
| Potencia                        | 420 kW                                         |
| Velocidad máxima                | 70 km/h                                        |

### Alicante

#### Serie 5000
La Serie 5000, está compuesta por seis unidades duales fabricadas por Stadler Rail en su fábrica de Albuixech (Valencia). Pueden circular con tracción diésel o eléctrica. Tienen piso bajo y alcanzan una velocidad máxima de 100 km/h.
Las unidades han sido denominadas con nombres geográficos alicantinos: La 5001 se llama Aitana, la 5002 Benacantil, la 5003 Montgó, la 5004 Ifach, la 5005 Mascarat y la 5006 Puig Campana.
Entraron en servicio en julio de 2020, en las líneas 1 y 3. Tras los trabajos de modernización de la línea 9, se incorporaron a dicha línea en 2023.

#### Serie 4100
| Tren-tram (serie 4100)     | Tren-tram (serie 4100)             |
| -------------------------- | ---------------------------------- |
| Línea                      | Línea 1 y puntualmente en línea 3. |
| Tensión                    | 750 V.                             |
| Potencia                   | 840 kW.                            |
| Toma de corriente          | Pantógrafo.                        |
| Velocidad máxima           | 110 km/h.                          |
| Peso                       | 57 Tm.                             |
| Longitud                   | 37,01 metros.                      |
| N.º de unidades del parque | 9.                                 |
| Capacidad                  | 315 pasajeros.                     |

Los trenes-tram de Vossloh, con capacidad para 303 pasajeros y velocidad máxima de 100 km/h, están capacitados para poder realizar trayectos mixtos, es decir, de tranvía sobre un trazado urbano o de tren en un medio suburbano o metropolitano (pudiendo alcanzar en este último caso los 100 km/h).
Por las irregularidades en la adjudicación de estas unidades a Alstom (en la actualidad Stadler Rail) FGV pagó una indemnización tras ser denunciada por los otros aspirantes a ganar el concurso.

#### Serie 4200
| Bombardier 4200            | Bombardier 4200 |
| -------------------------- | --------------- |
| Línea                      | 2, 4 y 5        |
| Tensión                    | 750 V.          |
| Potencia                   | 420 kW.         |
| Toma de corriente          | Pantógrafo.     |
| Velocidad máxima           | 70 km/h.        |
| Peso                       | 41 Tm.          |
| Longitud                   | 32.366 metros.  |
| N.º de unidades del parque | 22.             |
| Capacidad                  | 277 pasajeros.  |

A finales de mayo de 2007 entraron en servicio los tranvías de Bombardier de la familia Flexity Outlook. Prestan servicio en la línea 2, en la línea 3, en la línea 4 y en la Línea 5.

#### Serie 2500
Todas las unidades fueron retiradas el 28/01/2025
| Automotor MAN (serie 2500)   | Automotor MAN (serie 2500) |
| ---------------------------- | -------------------------- |
| Línea                        | Línea 9                    |
| Velocidad máxima             | 80 km/h.                   |
| Velocidad mínima continua    | 16 km/h.                   |
| Peso                         | 54 Tm.                     |
| Longitud entre acoplamientos | 15,6 metros.               |
| N.º motores tracción         | 2                          |
| Potencia por motor           | 245 kW.                    |
| N.º de unidades del parque   | 6.                         |
| Capacidad                    | 259 pasajeros.             |

En (2007) se reformaron, modernizado y adecuado por parte de Sunsundegui a la marca comercial TRAM seis de los ocho automotores MAN diésel que circulan entre Benidorm y Denia.

#### Serie 2300
Todas las unidades han sido retiradas
| Automotor Man (serie 2300)   | Automotor Man (serie 2300) |
| ---------------------------- | -------------------------- |
| Velocidad máxima             | 80 km/h.                   |
| Peso                         | 23 Tm.                     |
| Longitud entre acoplamientos | 34,920 metros.             |
| N.º motores tracción         | 2                          |
| Potencia por motor           | 308 kW.                    |
| N.º de unidades del parque   | 16.                        |
| Capacidad                    | 92 pasajeros.              |

#### Limón Exprés

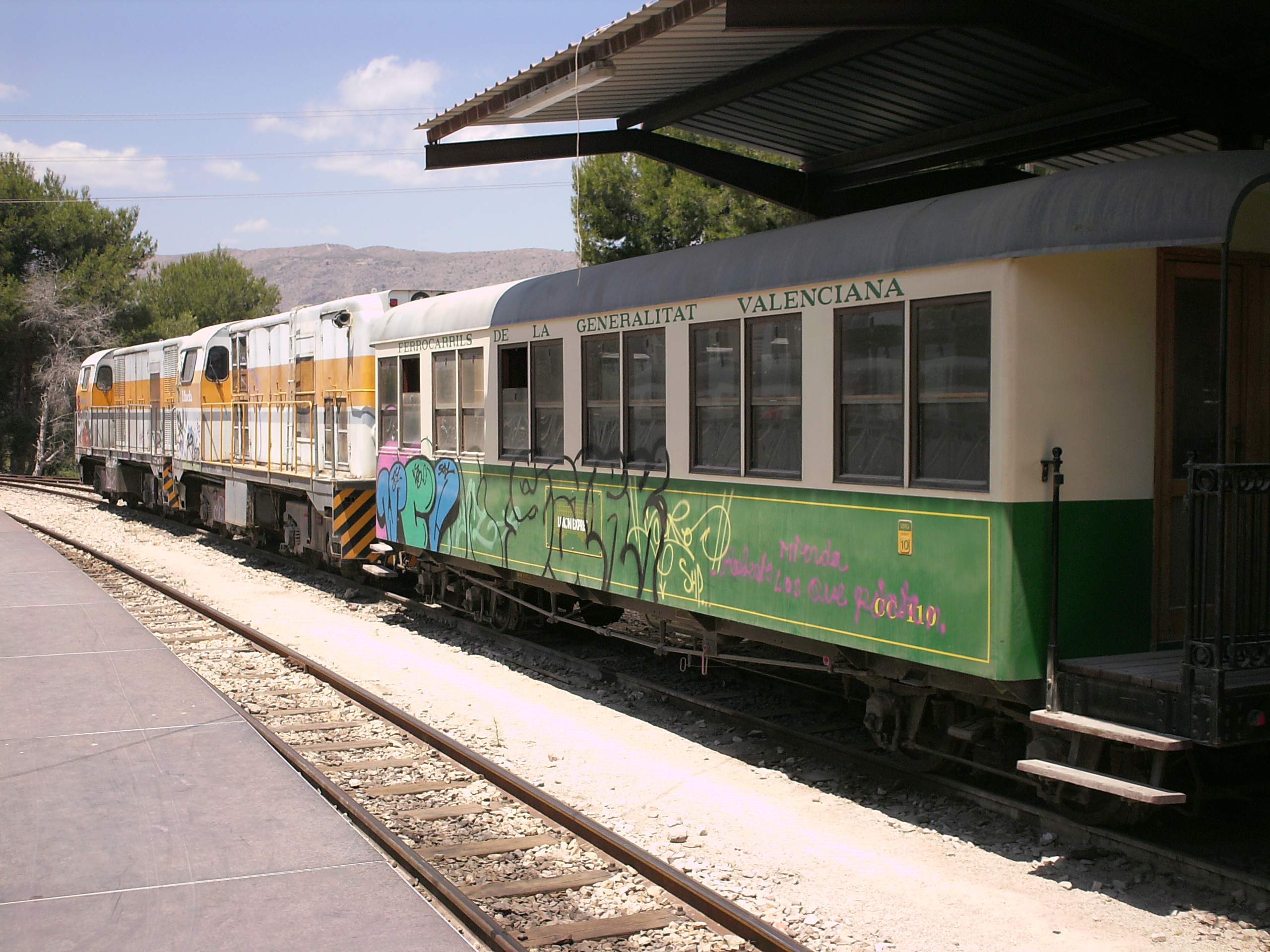
Un coche de pasajeros y dos locomotoras del tren turístico Limón Exprés en la estación de Benidorm.

La idea de poner en marcha el tren de época Limón Exprés la tuvo el inglés David A. G. Simpson. Desde la estación de Benidorm veía antiguos vagones de tren fuera de servicio que antes circulaban por la línea Denia-Carcagente, entonces parcialmente y un poco después totalmente cerrada, y que debían ser llevados al desguace.
Los vagones se pintaron de nuevo. Y desde el 1 de junio de 1971 hasta el 27 de mayo de 2005 funcionaron en el tren turístico Limón Exprés entre Benidorm y Gata de Gorgos doce vagones de las series CC-200 y ZZ-200, fabricados en los años 1920. Ambos tipos de vagones se modificaron y renovaron en 1987. Iban tirados por locomotoras de la Serie 1000, fabricadas entre 1954 y 1964 por la empresa Babcock & Wilcox.
Desde finales de mayo de 2005 no está en funcionamiento. Los vagones no están en buen estado y en los últimos tiempos hubo algunos descarrilamientos. Debido a este envejecimiento del material, se ha optado por una renovación del material rodante. Debido a otros grandes proyectos, como la renovación de la vía, este proceso puede alargarse aún un tiempo. En la actualidad se encuentra en estado de abandono tras unas pequeñas reformas, esperando para finalizar su restauración completa en las instalaciones de Campello.